# Bevingade ord

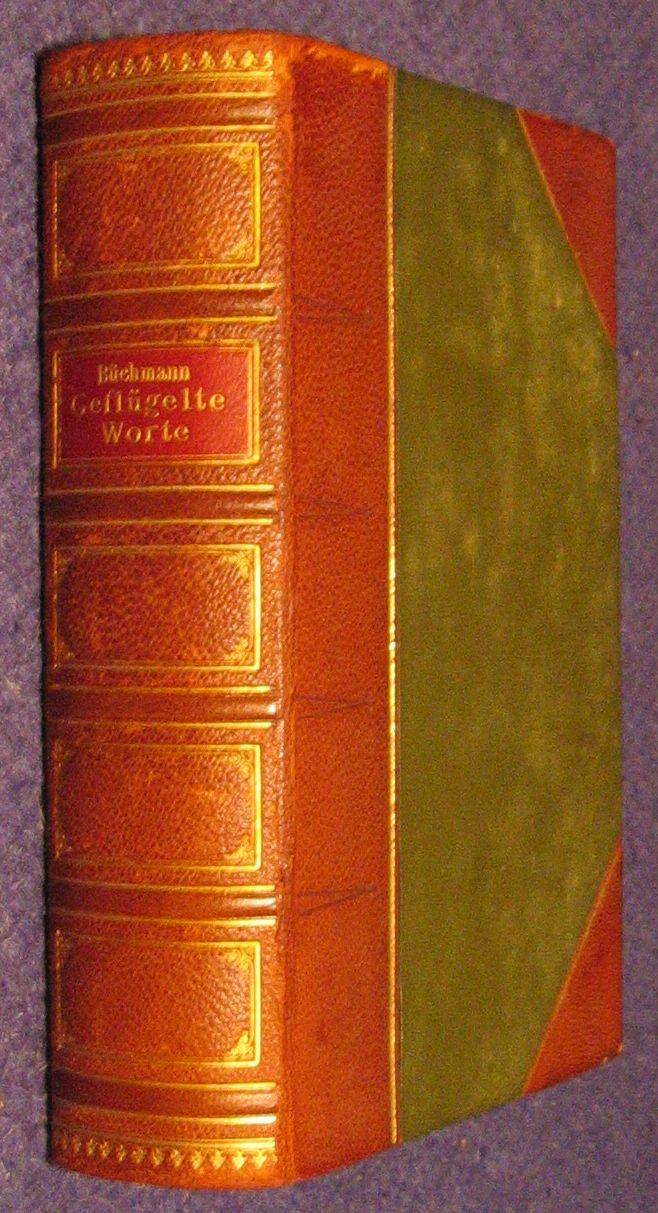
Georg Büchmann: Geflügelte Worte, 1898

Bevingade ord är i tal och skrift allmänt använda uttryck och talesätt, som kan föras tillbaka till en bestämd skrift eller bestämd person.
Uttrycket förekommer ofta hos Homeros (ἔπεα πτερόεντα – épea pteróenta), men vann vidare spridning i modern tid sedan Georg Büchmann (död 1884) 1864 utgivit verket Geflügelte Worte (sedermera utkommen i mer än 20 ytterligare upplagor).
I Sverige utgav Arvid Ahnfelt 1879 en samling kallad Bevingade ord, och Valdemar Langlet en samling Bevingade ord och slagord i två band 1925-1928. Det mest kända och i flerfaldigt omtryckta svenska verket av detta slag är dock Pelle Holms bok med samma titel, vars första upplaga utkom 1939.
Även i andra länder har utgivits samlingar av "bevingade ord", exempelvis i Danmark av Oscar Arlaud (Bevingede ord, 1878), i Frankrike av Éd. Fournier (L'esprit des autres), i England av Harbottle (Dictionary of quotations, 1902) och Bartlett (Familiar quotations).